# Vaszil Dragolov
Vaszil Dragolov (bolgárul: Васил Драголов, Katunica, 1962. március 14. – ) bolgár válogatott labdarúgó.

## Pályafutása

### Klubcsapatban
1979-ben a Hebar Pazardzsik csapatában kezdte a pályafutását. 1980 és 1988 között a Beroe Sztara Zagora játékosa volt, melynek színeiben 1986-ban bajnoki címet szerzett. Az 1988–89-es szezonban a Levszki Szofiját erősítette. 1989 és 1991 között Görögországban játszott a Láriszasz és a Jónikosz együttesénél. 1991-től 1993-ig a portugál União Torreense labdarúgója volt. 1993-ban hazatért a Cserno More Varna csapatához, ahol egy évet töltött. 1995-ben a Beroe Sztara Zagora tagjaként fejezte be a pályafutását.

### A válogatottban
1986-ban 2 alkalommal szerepelt a bolgár válogatottban és 1 gólt szerzett. Részt vett az 1986-os világbajnokságon.

## Sikerei, díjai
Beroe Sztara Zagora
- Bolgár bajnok (1): 1985–86